# ATI-Radeon-7000-Serie

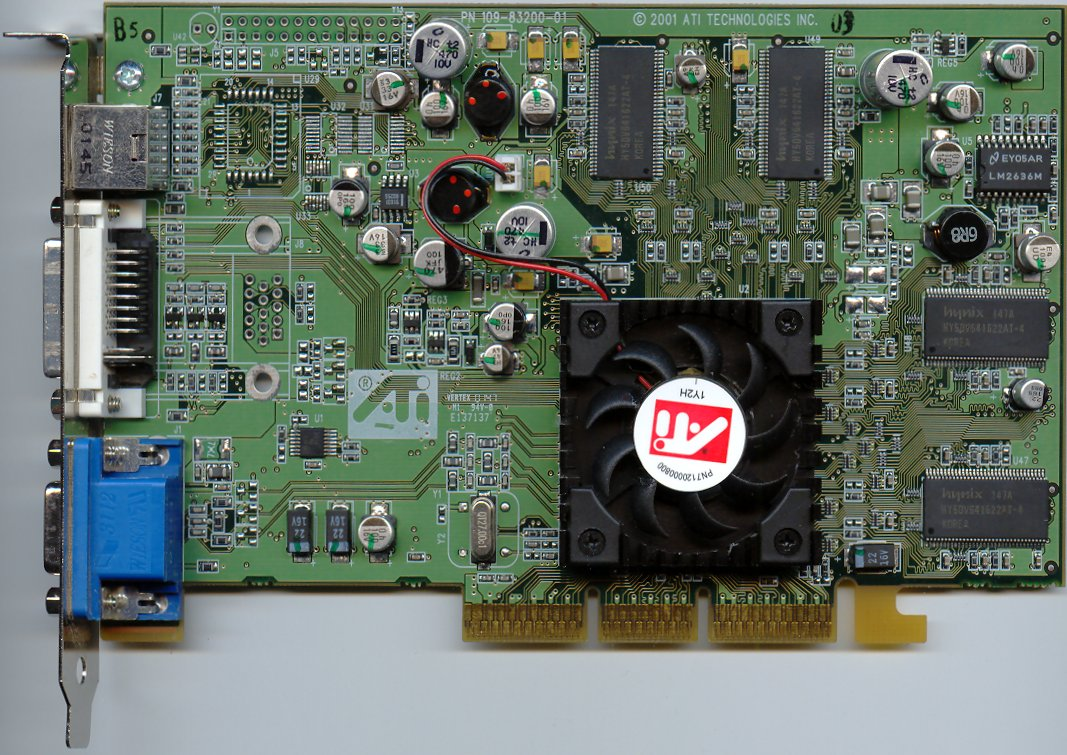
ATI-Radeon-7500-Videokarte

Die Radeon-7000-Serie ist eine Serie von Desktop-Grafikchips der Firma ATI Technologies und Nachfolger der Rage-Serie. Sie ist damit die erste Generation der Grafikprozessoren mit dem Namen ATI Radeon. Abgelöst wurde sie von der ATI-Radeon-8000-Serie.

## Grafikprozessoren
Innerhalb der Radeon-7000-Serie kommen unterschiedliche Grafikprozessoren zum Einsatz, die sich hinsichtlich der Fertigungstechnik und der 3D-Fähigkeiten unterscheiden. Eine Neuentwicklung gegenüber der ATI Rage-Serie war HyperZ zur effizienteren Speichernutzung.
| Grafik- chip | Fertigung | Fertigung      | Fertigung   | Render- Pipelines (Pipes×TMU) | DirectX/ OpenGL- Version | Schnitt- stelle | sonstiges         |
| Grafik- chip | Prozess   | Transi- storen | Die- Fläche | Render- Pipelines (Pipes×TMU) | DirectX/ OpenGL- Version | Schnitt- stelle | sonstiges         |
| ------------ | --------- | -------------- | ----------- | ----------------------------- | ------------------------ | --------------- | ----------------- |
| R100         | 180 nm    | 30 Mio.        | 111 mm²     | 2 × 3                         | 7 / 1.2                  | AGP 4×          |                   |
| RV100        | 180 nm    | 30 Mio.        | 80 mm²      | 1 × 3                         | 7 / 1.2                  | AGP 4×          | kein Hardware-T&L |
| RV200        | 150 nm    | 60 Mio.        | 83 mm²      | 2 × 3                         | 7 / 1.2                  | AGP 4×          |                   |

## Namensgebung
Der R100 wurde ursprünglich unter dem Codenamen Rage6C entwickelt, ATI entschied sich dann aber für einen neuen Verkaufsnamen, um das schlechte Image der Rage-Serie ablegen zu können.

## Modelldaten
| Modell        | Erschienen     | Grafikprozessor (GPU) | Grafikprozessor (GPU) | Grafikprozessor (GPU) | Grafikspeicher | Grafikspeicher | Grafikspeicher          | Grafikspeicher     | sonstiges                                         |
| Modell        | Erschienen     | Typ                   | Takt in MHz           | Füllrate in MT/s      | Größe in MB    | Takt in MHz    | Typ                     | Bandbreite in GB/s | sonstiges                                         |
| ------------- | -------------- | --------------------- | --------------------- | --------------------- | -------------- | -------------- | ----------------------- | ------------------ | ------------------------------------------------- |
| Radeon 7000   | März 2001      | RV100                 | 167                   | 0500                  | 64 32          | 183            | 064 Bit DDR             | 02,9               | Erstmals mit HydraVision; zeitweise als Radeon VE |
| Radeon 7200   | September 2000 | R100                  | 183                   | 1000                  | 64 32          | 183 166        | 128 Bit DDR 128 Bit SDR | 05,9 02,7          | anfangs ohne numerische Bezeichnung               |
| Radeon 7200LE |                | R100                  | 143                   | 0858                  | 64 32          | 143            | 128 Bit DDR             | 04,6               | zeitweise als Radeon LE                           |
| Radeon 7500   | Sommer 2001    | RV200                 | 290                   | 1740                  | 64 128         | 230            | 128 Bit DDR             | 07,4               | asynchrone Taktraten                              |

Hinweise:
- Die angegebenen Taktraten sind die von ATI empfohlenen bzw. festgelegten. Allerdings liegt die finale Festlegung der Taktraten in den Händen der jeweiligen Grafikkarten-Hersteller und es gibt deswegen durchaus Grafikkarten-Modelle, die abweichende Taktraten besitzen. Eine Erfassung aller tatsächlichen Modelle würde aber den Artikel bei weitem sprengen.